# Annelore Roelofs
Luitenant-generaal mr. A.L.C. (Annelore) Roelofs (1958) is een Nederlandse politiefunctionaris. Sinds 2023 is zij commandant van de Koninklijke Marechaussee, eerder was zij korpschef bij de Nederlandse politie. Zij was de eerste vrouwelijke functionaris op deze positie, bij politieregio Noord-Oost Gelderland, de grootste politieregio van Nederland.
Na haar studie rechten werkte ze eerst bij het Ministerie van Sociale Zaken en Werkgelegenheid en vervolgens als plaatsvervangend algemeen directeur van de Penitentiaire Inrichtingen Over-Amstel in Amsterdam. Van 1997 tot 2002 was ze plaatsvervangend en waarnemend korpschef van de regiopolitie in Flevoland. Van 2002 tot 2005 was zij directeur van het Nederlands Instituut voor Brandweer en Rampenbestrijding. In 2007 werd ze benoemd tot korpschef van de Regiopolitie Noord- en Oost-Gelderland.
In die hoedanigheid maakte zij, met burgemeester Fred de Graaf en hoofdofficier van justitie L.C.P. Goossens, deel uit van de lokale driehoek die het crisiscentrum bemande en het onderzoek leidde naar de toedracht van de aanslag op Koninginnedag 2009 in Apeldoorn. Daarbij reed een auto door een afzetting en de mensenmassa, en kwam deze tot stilstand tegen het monument De Naald.
Zij werd op 15 januari 2012 benoemd tot lid van de hoofddirectie belast met de portefeuille Uitvoering bij de Dienst Justitiële Inrichtingen. Op 22 maart 2022 is zij hier vertrokken en werd ze aangesteld als algemeen directeur van Waternet, een publieke organisatie die onder meer zorgt voor het drinkwater voor 450.000 huishoudens in Amsterdam en omgeving. Na 11 maanden trad ze hier af. Bij Waternet werd ze geconfronteerd door tal van problemen. Roelofs onthield zich van elk commentaar over haar plotselinge aftreden. 
Per 01-09-2023 trad zij aan als nieuwe commandant Koninklijke Marechaussee en werd hierbij aangesteld als luitenant-generaal.
Als commandant Koninklijke Marechaussee is Roelofs tevens Gouverneur der Residentie. De Gouverneur der Residentie is verantwoordelijk voor het militair ceremonieel in Den Haag.